# Александра Катанић
Александра Катанић (Смедеревска Паланка, 18. мај 1997) српска је кошаркашица. Игра на позицији плејмејкера, а тренутно наступа за Црвену звезду. Са Црвеном звездом је освојила четири титуле првака Србије и четири национална купа.

## Каријера
Александра је почела кошарком да се бави у Смедеревској Паланци у млађим категоријама клуба Младост. Већ у првој години средње школе прелази у Црвену звезду где је стекла потпуну афирмацију. Са клубом осваја Куп Милана Циге Васојевића 2017. године када је изабрана за МВП турнира. Након тога осваја две националне титуле са Црвеном звездом, од које је она из 2018. године 30. национална титула у историји клуба.
Јула 2019. године после 7 година напушта Црвену звезду и прелази у редове подгоричке Будућности.

## Остало
Александрина сестра Ивана такође се бави кошарком.